# Take Back the City
"Take Back the City" é uma canção da banda de rock irlandesa Snow Patrol, que está contida no álbum A Hundred Million Suns. A música foi gravada na Jo Whiley's Record da BBC Radio 1 em dia 1 de Setembro de 2008. Foi lançado como single em 13 de Outubro de 2008. A música alcançou o sexto lugar na semana de singles do Reino Unido.
A música é apresentada como uma faixa disponível para download para o jogo Rock Band. A canção ainda aparece no episódio da segunda temporada da série Gossip Girl.

## Faixas
- CD Single:[1]

1. "Take Back the City" – 4:40
2. "The Afterlife" – 4:03

- UK 7" Vinyl #1:[1]

A: "Take Back the City" – 4:40
B: "Take Back the City" (Lillica Libertine Remix) – 6:07
- UK 7" Vinil #2:[1]

A: "Take Back the City" – 4:40
B: "Set the Fire to the Third Bar" (ao vivo) (feat. Miriam Kaufmann) – 4:19
- iTunes Download Digital:[2]

1. "Take Back the City" – 4:42

- Europa/Austrália CD:[3][4]

1. "Take Back the City" – 4:40
2. "The Afterlife" – 4:03
3. "Take Back the City" (Lillica Libertine Remix) – 6:07
4. "Set the Fire to the Third Bar" (ao vivo) (feat. Miriam Kaufmann) – 4:19

- UK Promo CD:[5]

1. "Take Back the City" (edição de rádio) – 4:16

- EUA Promo CD:[6]

1. "Take Back the City" (edição de rádio) – 4:16
2. "Take Back the City" – 4:40

## Paradas musicais
| Paradas (2008)                  | Melhor posição |
| ------------------------------- | -------------- |
| Alemanha (Media Control Charts) | 42             |
| Áustria (Ö3 Austria Top 40)     | 35             |
| Austrália (ARIA Singles Chart)  | 31             |
| Canadá (Canadian Singles Chart) | 95             |
| Holanda (MegaCharts)            | 3              |
| Holanda (Single Top 100)        | 36             |
| Irlanda (Irish Singles Chart)   | 4              |
| Suécia (Sverigetopplistan)      | 40             |
| Suíça (Schweizer Hitparade)     | 46             |
| Nova Zelândia (RIANZ Top 40)    | 33             |
| Reino Unido (UK Singles Chart)  | 6              |
| Bélgica Ultratop 50 (Flanders)  | 32             |

| Paradas (2008)                                  | Melhor posição |
| ----------------------------------------------- | -------------- |
| Bélgica Ultratip (Valônia)                      | 9              |
| Estados Unidos (Billboard Modern Rock Tracks)   | 32             |
| Estados Unidos (Billboard Triple A Tracks)      | 1              |
| Canadá (Billboard Hot Canadian Digital Singles) | 52             |
| Europa (Billboard Eurochart Hot 100 Singles)    | 15             |
| Europa (Billboard Euro Digital Tracks)          | 9              |
| Europa (Billboard Euro Digital Songs)           | 11             |
| Paradas (2009)                                  | Melhor posição |
| Irlanda Singles Chart                           | 48             |
| Bélgica Ultratop 50 (Flanders)                  | 37             |